# Фёдоров, Сергей Викторович

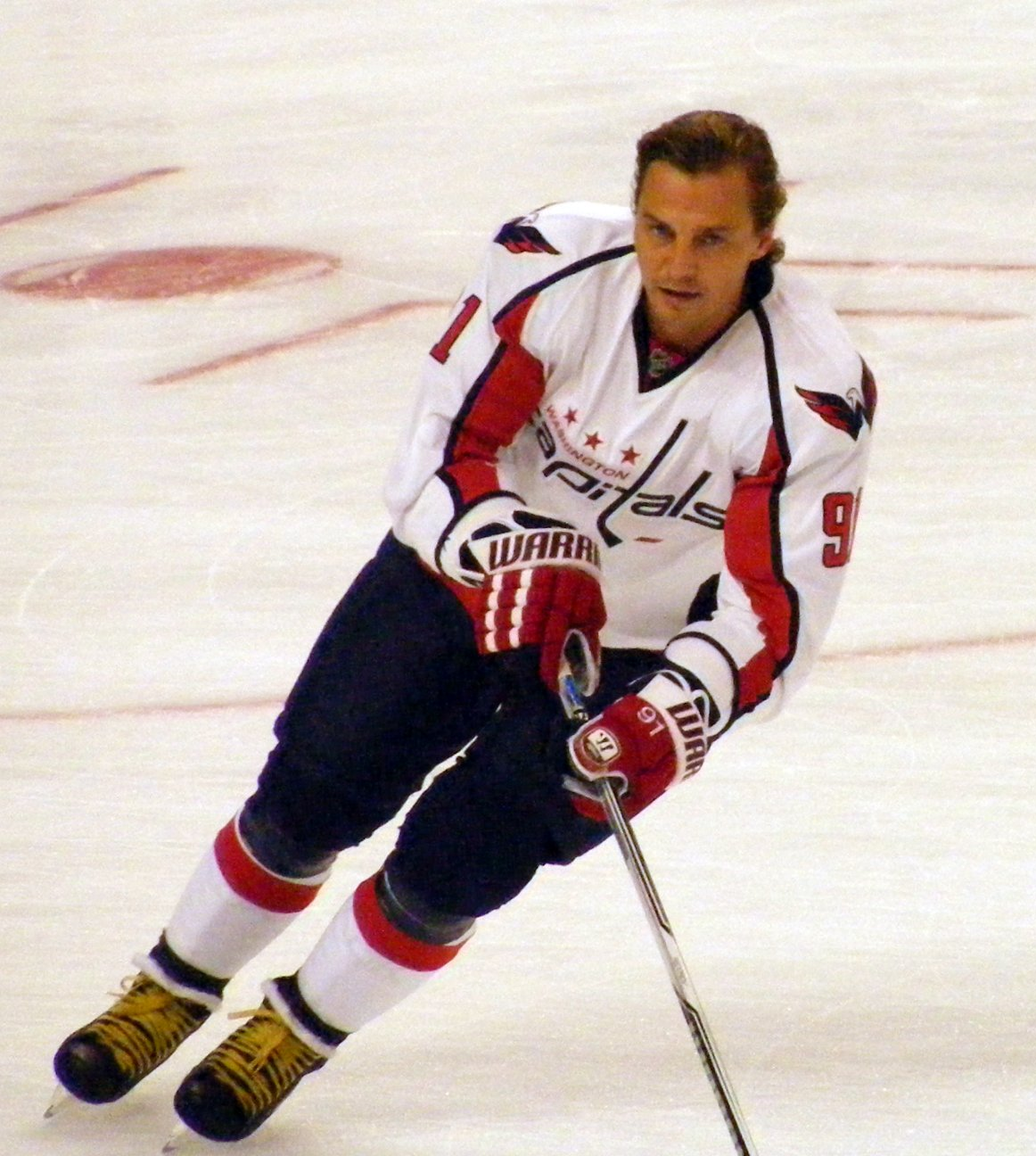
В униформе «Вашингтон Кэпиталз», 2008 год

Автограф

Серге́й Ви́кторович Фёдоров (род. 13 декабря 1969, Псков) — советский и российский хоккеист, центральный нападающий.
Провёл 13 сезонов в Национальной хоккейной лиге в составе «Детройт Ред Уингз» и выиграл с клубом три Кубка Стэнли. В «Детройте» заработал репутацию одного из лучших хоккеистов поколения, одинаково эффективно играющего в нападении и защите. В 1994 году первым из европейцев стал обладателем «Харт Трофи» — приза самому ценному игроку НХЛ. После ухода из «Детройта» в 2003 году выступал за «Анахайм Майти Дакс», «Коламбус Блю Джекетс» и «Вашингтон Кэпиталз». Всего в НХЛ провёл 1248 матчей и набрал 1179 очков. Карьеру игрока завершил в 2012 году в Континентальной хоккейной лиге в магнитогорском «Металлурге». В составе сборной стал трёхкратным чемпионом мира, серебряным (1998) и бронзовым (2002) призёром Олимпийских игр.
В 2015 году был включён в Зал хоккейной славы, а в январе 2017 в список 100 величайших хоккеистов за всю историю НХЛ. В мае 2020 возглавил рейтинг лучших российских хоккеистов НХЛ по версии The Hockey Writers. Издание объяснило свой выбор тем, что Федоров стал первым россиянином, покорившим отметку в 1000 очков.

## Биография

### Начало карьеры. ЦСКА
Сергей Фёдоров родился 13 декабря 1969 года в Пскове. В 1978 году семья переехала в Апатиты (Мурманская область). Его первой командой был местный «Апатитстрой», где Сергей занимался под руководством тренера Юрия Быстрова. После того, как молодёжная команда «Апатитстрой» выиграла второе место на областных соревнованиях в Мурманске, Сергей был приглашён в Минск. В составе минского «Динамо» Фёдоров дебютировал в сезоне 1985-86 годов в Первой лиге чемпионата СССР.
В следующем году Фёдоров оказался в составе московского ЦСКА. Свой первый матч в высшей лиге он провёл в шестнадцать лет 3 октября 1986 года против «Химика», выйдя в четвёртом звене вместе с Осиповым и Каменским, 22 октября набрал первое очко.
В конце 1980-х тренер ЦСКА и сборной СССР Виктор Тихонов создал звено Буре — Фёдоров — Могильный, которое было призвано заменить знаменитую тройку Макаров — Ларионов — Крутов. Звёздным часом этой тройки стал молодёжный чемпионат мира 1989 года, где сборная СССР завоевала золотые медали, а звено Фёдорова организовало 19 шайб. Уже в молодости Сергей проявлял выдающуюся способность к игре в разных стилях и на разных позициях. Всего в составе ЦСКА он трижды становился чемпионом страны.
Фёдоров был выбран клубом «Детройт Ред Уингз» на драфте 1989 года под номером 74 (низкий номер чемпиона мира объяснялся тем, что не было уверенности, что советские игроки из-за «железного занавеса» смогут приехать в НХЛ). В 1990 году, выступая в составе сборной СССР на Играх доброй воли в Сиэтле, Фёдоров сообщил представителям «Детройта», что готов к побегу и что они должны подождать его после игры в фойе отеля. Сергей последним покинул автобус, на котором сборная приехала в отель, и в фойе увидел вице-президента «Детройта» Джима Лайтса. Фёдоров уехал с ним в аэропорт и на частном самолёте владельца клуба Майка Илича вылетел в Детройт. После побега Фёдоров был лишён недавно присвоенного ему звания заслуженного мастера спорта (повторно получил его в 1998 году).

### «Детройт»
В дебютной игре за «Детройт» Фёдоров забил «Нью-Джерси Девилз», а в ноябре выдал девятиматчевую результативную серию. Регулярный сезон он закончил с 31 голом и 79 очками, но в голосовании за приз лучшему новичку лиги уступил вратарю Эду Бельфору. В следующем сезоне он продолжил развиваться как разносторонний игрок, результативно играя в нападении и полезно защищаясь, и получил вызов на матч всех звёзд.
В сезоне 1993/94 часть регулярного чемпионата из-за травмы пропустил лидер команды и ведущий центральный нападающий Стив Айзерман. Тренер Скотти Боумен стал давать Фёдорову ещё больше игрового времени, и тот уверенно справился с бременем лидерства. По окончании сезона он получил приз лучшему игроку сезона («Харт Трофи»), «Лестер Пирсон Авард» как лучший хоккеист по версии игроков и приз лучшему нападающему оборонительного плана «Фрэнк Дж. Селки Трофи». Это был первый случай, когда «Харт Трофи» получил европейский хоккеист. Забив 56 голов и сделав 64 голевых передачи, Фёдоров со 120 очками занял второе место в споре бомбардиров, уступив лишь Уэйну Гретцки. «Детройт» вышел в плей-офф с первого места в Западной конференции, но в первом раунде неожиданно проиграл «Сан-Хосе Шаркс». В следующем году Фёдоров стал лучшим бомбардиром плей-офф с 24 очками (7+17). «Крылья» дошли до финала Кубка Стэнли, но уступили «Нью-Джерси Девилз».
Перед началом сезона 1995/96 в «Ред Уингз» оказалось пять российских хоккеистов: Фёдоров, Владимир Константинов, Вячеслав Фетисов, Игорь Ларионов, Вячеслав Козлов. 27 октября в матче против «Калгари Флэймз» Боумен объединил их в одну пятёрку, передвинув Фёдорова на правый край. «Русская пятёрка» благодаря взаимопониманию и культуре игры в пас стала мощной козырной картой, которую Боумен приберегал для решающих отрезков матчей. В этом сезоне «Ред Уингз» одержали рекордные 62 победы в регулярном чемпионате и дошли до финала Западной конференции, где уступили будущим чемпионам «Колорадо Эвеланш». Фёдоров получил свой второй «Фрэнк Дж. Селки Трофи».
26 декабря 1996 года в игре против «Вашингтон Кэпиталз» Фёдоров забил пять шайб в одном матче (5:4), в том числе победный в овертайме. Это первый и пока единственный случай в регулярных сезонах НХЛ, когда все пять шайб команды забросил один хоккеист. В плей-офф кубка Стэнли 1997 года он набрал 20 очков (8+12), в том числе 6 очков и две победные шайбы в победном финале против «Филадельфии». Этот кубок Стэнли стал для «Детройта» первым за 42 года. Однако 13 июня 1997 года, спустя 6 дней после окончания сезона, Константинов попал в автомобильную аварию и получил тяжёлые травмы, завершившие его карьеру и историю «русской пятёрки».
Летом 1997 года у Фёдорова истёк срок контракта с «Детройтом», и перед новым сезоном хоккеист получил статус ограниченно свободного агента. Фёдоров требовал увеличения суммы контракта до 6 млн долларов за сезон, «Детройт» был готов платить только 5 млн долларов, несколько месяцев хоккеист не подписывал контракт, а клуб играл регулярный сезон без ведущего центра, который был готов бастовать весь сезон. Несмотря на забастовку, Фёдоров получил вызов в сборную России на Зимние Олимпийские игры в Нагано, где сборная России в финале уступила команде Чехии. В феврале 1998 года «Каролина» предложила Фёдорову контракт на астрономическую для того времени сумму в 38 млн долларов за пять лет плюс подписные бонусы. «Детройт» был вынужден повторить это предложение, и Фёдоров подписал контракт со старым клубом. Заработок Фёдорова за окончание сезона 1998 года составил 2 млн базовой зарплаты, 14 млн подписных бонусов и 12 млн бонусов за возможный выход в финал кубка Стэнли. В регулярном чемпионате Фёдоров провёл лишь 21 матч, набрав в них 17 очков. В плей-офф он был одним из лидеров команды, которой удалось защитить чемпионский титул. Фёдоров набрал в 22 матчах 20 очков, причём это был четвёртый подряд розыгрыш кубка Стэнли, где он набирал не менее 20 очков. Таким образом, за 43 проведённых в сезоне матча Фёдоров заработал 28 млн долларов, что стало абсолютным рекордом НХЛ. Несмотря на яркую игру, болельщики освистывали Фёдорова, и он пожертвовал два миллиона долларов на открытие благотворительного фонда.
Последующие три сезона не были удачными: хоккеист ни разу не вышел на рубеж в 70 очков за сезон, а клуб вылетал на ранних стадиях плей-офф. В сезоне 2001/02 Фёдоров в третий и последний раз завоевал Кубок Стэнли в составе «Крыльев», при этом набирая очки в каждой из пяти финальных игр с «Каролиной». Следующий регулярный чемпионат стал для россиянина лучшим за долгое время: он забросил 36 шайб и набрал 83 очка. Но в первом раунде плей-офф против «Анахайм Дакс» «Детройт» и набравший всего три очка Фёдоров провалились. У Сергея истёк контракт с клубом. «Крылья» предложили ему контракт в 50 миллионов долларов на 5 лет, но Фёдоров, недовольный своим игровым временем и ролью в команде, и считавший, что его недостаточно ценят, отказался продлевать соглашение с клубом. Следующее соглашение он подписал как раз с «Анахаймом», согласившись на меньшую зарплату (40 миллионов за тот же срок). Всего он провёл в Детройте 13 сезонов.

### «Анахайм», «Коламбус», «Вашингтон»
Фёдоров пришёл в команду, ставшую финалистом кубка Стэнли 2003 года, однако в новом сезоне клуб даже не смог выйти в плей-офф. Однако в «Анахайме» 14 февраля 2004 года Фёдоров набрал своё 1000-е очко в регулярных чемпионатах НХЛ, отдав голевую передачу Киту Карни в игре против «Ванкувер Кэнакс». Он стал первым российским и пятым европейским игроком, достигшим этого рубежа. Сезон 2004—2005 годов не состоялся из-за локаута. 15 ноября 2005 года «Дакс» обменяли Фёдорова и пик в пятом раунде драфта в «Коламбус Блю Джекетс», получив Тайлера Райта и Франсуа Бошемена.
30 ноября Фёдоров провёл тысячный матч в НХЛ. В «Коламбусе» хоккеист провёл три неполных сезона. Фёдоров впервые за карьеру попал в команду-аутсайдера и страдал от травм, а после прихода нового тренера Кена Хичкока, исповедовавшего оборонительный хоккей и нередко ставившего Фёдорова на позицию защитника, прямо выказывал недовольство своим положением. Перед дедлайном в 2008 году хоккеист с истекающим контрактом был обменян в «Вашингтон Кэпиталз». Свой заключительный сезон в НХЛ Фёдоров провёл на вторых ролях, играя бок о бок с молодыми звёздными соотечественниками Овечкиным и Сёминым. Однако в седьмом матче первого раунда плей-офф против «Нью-Йорк Рейнджерс» Фёдоров забросил победную шайбу (во втором раунде на пути «Кэпиталз» встал «Питтсбург»).

### КХЛ
В 2009 году Фёдоров подписал контракт на два года с магнитогорским «Металлургом», выступавшим в КХЛ. Он на вторых ролях провёл первый сезон, но в плей-офф 2011 года набрал 12 очков и был одним из лидеров команды, которая дошла до финала Восточной конференции. В 2011 году Фёдоров продлил контракт на год.

### Сборная
Фёдоров дебютировал в молодёжной сборной СССР на чемпионате мира среди молодёжных команд 1987 года (там же дебютировал и Александр Могильный). Этот турнир закончился массовой дракой между советской и канадской сборными, повлекшей дисквалификацию обеих команд. Через год на молодёжном чемпионате мира в Москве сборная СССР заняла второе место, а Фёдоров, набравший 12 очков в 7 матчах, и ставший лучшим бомбардиром турнира Могильный попали в символическую сборную.
Молодёжный чемпионат мира 1989 года в Анкоридже стал для советской сборной, в которую определяющую роль играло звено Фёдорова, Могильного и Буре, золотым. Фёдоров в семи матчах забил четыре гола и сделал восемь передач, в том числе гол и две передачи в игре с канадцами. В том же году девятнадцатилетний хоккеист дебютировал за сборную СССР на взрослом чемпионате мира в Швеции, который закончился победой советской команды. Он сделал дубль в первой игре против сборной США и в итоге стал вторым бомбардиром команды с 6 шайбами и 9 очками. В следующем году Фёдоров и сборная СССР защитили титул. После этого Фёдоров по разным причинам не играл на чемпионатах мира до 2008 года.
Первым турниром, который Фёдоров сыграл за сборную после своего побега, стал кубок Канады 1991 года. Советское спортивное руководство не выпустило из страны нескольких задрафтованных клубами НХЛ ведущих игроков, опасаясь их побега, но пригласило в сборную уже играющих в НХЛ хоккеистов, в том числе — перебежчиков. Сборная СССР потерпела неудачу, выбыв после трёх поражений в четырёх первых матчах.
На Кубке мира 1996 года должно было произойти воссоединение тройки Буре — Фёдоров — Могильный. Однако Буре сыграл только в нескольких предварительных матчах, а в основном турнире не принял участия из-за травмы. На групповом этапе Фёдоров забросил шайбу в проигранном матче с канадцами и выдал два гола и две передачи на Могильного в матче против Словакии (7:4). В полуфинале Россия проиграла будущим победителям — сборной США.
В состав сборной России на Олимпиаде в Нагано Фёдоров, на тот момент не имевший клуба из-за забастовки, попал после травмы Алексея Ковалёва. В шести матчах он набрал шесть очков, но в финальной игре Россия проиграла Чехии 0:1. Через четыре года на играх в Солт-Лейк-Сити Фёдоров набрал 4 очка (2+2). В проигранном полуфинале с американцами он не забил, но выиграл 18 вбрасываний из 22. В ответ на вызов в олимпийскую сборную в 2006 году Фёдоров отказался ехать, сославшись на травму и заявив, что его приоритет — игра за «Коламбус».
На чемпионате мира 2008 года Фёдоров часто играл вместе с партнёрами по «Кэпиталз» Овечкиным и Сёминым. Он забросил по шайбе в четвертьфинале (Швейцарии) и полуфинале (Финляндии) и ассистировал Илье Ковальчуку, забивавшему победный гол в овертайме финального матча с Канадой. Фёдоров также входил в состав сборной на олимпийских играх в 2010 году в Ванкувере (6-е место, 4 очка в 4 матчах) и на чемпионате мира 2010 года (серебро, 6 очков в 9 матчах).

### Карьера менеджера
15 мая 2012 Фёдоров был назначен главным менеджером московского ЦСКА. В дебютном сезоне ЦСКА выиграл дивизион Тарасова, но во втором раунде кубка Гагарина проиграл московскому «Динамо». При этом по ходу сезона был уволен главный тренер команды Валерий Брагин, которого сменил Вячеслав Буцаев. Перед началом следующего сезона главным тренером был назначен Джон Торчетти. В сезоне 2013—2014 годов ЦСКА вышел в плей-офф с пятого места в своём дивизионе и в первом раунде проиграл в четырёх матчах СКА. Работа Фёдорова на посту генерального менеджера ЦСКА подвергалась критике за непоследовательность при назначении тренеров, неудачную кадровую политику и несоответствие результатов команды одному из самых больших бюджетов в лиге.
10 октября 2013 года из-за многочисленных травм в составе команды Фёдоров подписал с армейцами игровой контракт до конца сезона. Он не выходил на лёд в матчах КХЛ, но в конце декабря провёл 2 игры в составе ЦСКА на Кубке Шпенглера и забил один гол.
12 декабря 2016 года наблюдательный совет ЦСКА упразднил должность генерального менеджера и назначил Фёдорова менеджером по селекции, на посту руководителя команды в должности президента его сменил Игорь Есмантович. В мае 2017 контракт Фёдорова не был продлён, при этом он сохранил место в наблюдательном совете клуба.

### Тренерская карьера
14 июля 2021 был назначен главным тренером ЦСКА. По итогам первого сезона в качестве главного тренера привёл команду к победе в Кубке Гагарина. В мае 2022 года признан лучшим тренером КХЛ сезона 2021/2022 годов.
В 2024 году по  решению наблюдательного совета ПХК ЦСКА покинул пост главного тренера.

## Стиль игры
Фёдоров считается одним из лучших игроков НХЛ 1990-х. Он одинаково эффективно играл в центре и на фланге, обладал отличной техникой и сильным броском, был классным распасовщиком и выдающимся образом играл в защите. Одинаково высокая эффективность при игре в защите и атаке были отличительной чертой Фёдорова. Скотти Боумен считал, что Фёдоров по приезде в НХЛ был в первую очередь оборонительным игроком, который уже потом развил в себе атакующие навыки. Бывший генеральный менеджер «Детройта» Джим Девеллано говорил, что если бы Фёдоров играл в защите на постоянной основе, он мог бы получить «Норрис Трофи». Кроме того, Фёдоров разрушил стереотипное мнение о «некубковости» (слабой игре в плей-офф) русских игроков. Со 176 очками (52+124) в 183 играх в плей-офф он считается одним из лучших кубковых борцов в истории НХЛ. По состоянию на 2024 год по количеству очков в плей-офф Кубка Стэнли Фёдоров делит 16-е место с Жаном Беливо, а по голевым передачам (124) входит в топ-10.

## Личная жизнь
В 2000 году Фёдоров получил по натурализации гражданство США.
Женат. В 2016 году родилась дочь Александра. В 2017 году родился сын Виктор.
Младший брат Сергея Фёдор (родился в 1981 году) — также был хоккеистом, сыграл 18 матчей в НХЛ, выступал за сборную России.
У Фёдорова был продолжительный роман с теннисисткой Анной Курниковой, с которой он познакомился в 1996 году. По утверждению Фёдорова, они поженились в 2001 году и развелись в 2003 году. Курникова отрицает, что была замужем за Фёдоровым.

## Спортивные рекорды

### Среди всех игроков НХЛ
- Единственный игрок, выигравший «Харт Трофи» и «Селки Трофи» в один и тот же сезон.
- Четыре сезона подряд Фёдоров набирал в плей-офф не менее 20 очков (24 в 1995 и по 20 очков в три последующих сезона). До Фёдорова это удавалось лишь Майку Босси и Брайану Троттье.
- Девятое место в истории НХЛ по голевым передачам в матчах плей-офф — 124 в 176 матчах.

### Среди российских игроков НХЛ
- Первое место среди российских хоккеистов по количеству голов в меньшинстве и очков в меньшинстве в регулярных чемпионатах НХЛ за карьеру.
- Третье место по количеству голов в регулярных чемпионатах. Занимал первое место по голам с октября 2008[36] по 20 ноября 2015 года, когда его обогнал Александр Овечкин[37], 27 декабря 2023 года – Евгений Малкин
- Третье место по числу очков в регулярных чемпионатах. На протяжении многих лет был лидером по очкам; 6 февраля 2019 года его опередил Александр Овечкин[38], 30 декабря 2022 — Евгений Малкин[39].
- Третье место по количеству передач в регулярных чемпионатах. 29 марта 2022 года его опередил Евгений Малкин, 15 октября 2024 года — Александр Овечкин.
- Первое место по количеству матчей, передач, очков в равных составах, голов в меньшинстве и очков в меньшинстве в плей-офф за карьеру.
- Первое место по показателю полезности в регулярных чемпионатах НХЛ за карьеру и в плей-офф за карьеру.
- Третье место по количеству бросков в створ ворот в плей-офф. 17 мая 2021 года его обогнал Александр Овечкин, 14 мая 2022 года — Евгений Малкин.
- Второе место по количеству очков в плей-офф после Евгения Малкина (лидировал до 9 мая 2022 года).
- По числу победных голов в плей-офф делит 1-3 места с Вячеславом Козловым и Евгением Малкиным.

### Среди всех российских хоккеистов
- 29 ноября 2009 года в игре против нижегородского «Торпедо» набрал 1500-е очко за карьеру (считая выступления в клубах и сборной), что стало рекордным результатом в истории советского и российского хоккея[40]. Всего за карьеру набрал 1578 очков, это второй результат после Александра Овечкина (1649 очков).
- Рекордсмен по продолжительности выступления за сборную на чемпионатах мира (между первым выступлением в 1989 году и последним в 2010 прошёл 21 год). В 2010 году стал самым возрастным хоккеистом российской сборной за всю её историю (40 лет).

## Награды

### Как игрок
- Чемпион мира: 1989, 1990, 2008
- Серебряный призёр чемпионата мира: 2010
- Серебряный призёр Олимпийских игр 1998
- Бронзовый призёр Олимпийских игр 2002
- Победитель молодёжного чемпионата мира: 1989
- Обладатель Кубка Стэнли: 1997, 1998, 2002
- Обладатель «Харт Мемориал Трофи»: 1994
- Обладатель «Фрэнк Дж. Селки Трофи»: 1994, 1996
- Обладатель «Лестер Пирсон Эворд»: 1994
- Участник Матча всех звёзд НХЛ: 1992, 1994, 1996, 2001, 2002, 2003
- Участник Матча всех звёзд КХЛ: 2010, 2011, 2012
- Обладатель «Харламов Трофи»: 2003
- Включён в список 100 величайших игроков НХЛ: 2017
- Чемпион СССР: 1987, 1988, 1989
- Кубок европейских чемпионов: 1988, 1989, 1990
- Приз «За Верность хоккею»: 2010/11[41]

### Как тренер
- Обладатель Кубка Гагарина: 2022, 2023
- Приз «Лучшему тренеру» 2022, 2023

## Статистика
| Легенда | Легенда                    | Легенда | Легенда                   | Легенда | Легенда    |
| ------- | -------------------------- | ------- | ------------------------- | ------- | ---------- |
| И       | Количество проведённых игр | Штр     | Штрафное время            | +/−     | Плюс-минус |
| Г       | Голы                       | П       | Голевые передачи          | О       | Очки       |
| -       | Статистика неизвестна      | —       | Статистика не учитывалась |         |            |

### Клубная карьера
* — звёздочкой отмечены сезоны завоевания Кубка Стэнли

### В сборной
| Год                  | Сборная              | Турнир               | Место                |    | И  | Г  | ГП | О  | Штр |
| -------------------- | -------------------- | -------------------- | -------------------- | -- | -- | -- | -- | -- | --- |
| 1987                 | СССР (мол.)          | МЧМ                  | —                    | 6  | 0  | 0  | 0  | 8  |     |
| 1988                 | СССР (мол.)          | МЧМ                  |                      | 7  | 5  | 7  | 12 | 0  |     |
| 1989                 | СССР (мол.)          | МЧМ                  |                      | 7  | 4  | 8  | 12 | 4  |     |
| 1989                 | СССР                 | ЧМ                   |                      | 10 | 6  | 3  | 9  | 10 |     |
| 1990                 | СССР                 | ЧМ                   |                      | 10 | 4  | 2  | 6  | 10 |     |
| 1991                 | СССР                 | КК                   | 5                    | 5  | 2  | 2  | 4  | 6  |     |
| 1996                 | Россия               | КМ                   |                      | 5  | 3  | 3  | 6  | 2  |     |
| 1998                 | Россия               | ОИ                   |                      | 6  | 1  | 5  | 6  | 8  |     |
| 2002                 | Россия               | ОИ                   |                      | 6  | 2  | 2  | 4  | 4  |     |
| 2008                 | Россия               | ЧМ                   |                      | 9  | 5  | 7  | 12 | 8  |     |
| 2010                 | Россия               | ОИ                   | 6                    | 4  | 0  | 4  | 4  | 6  |     |
| 2010                 | Россия               | ЧМ                   |                      | 9  | 2  | 4  | 6  | 12 |     |
| Всего (мол.)         | Всего (мол.)         | Всего (мол.)         | Всего (мол.)         | 20 | 10 | 14 | 24 | 12 |     |
| Всего (осн. сборная) | Всего (осн. сборная) | Всего (осн. сборная) | Всего (осн. сборная) | 64 | 25 | 32 | 57 | 66 |     |

### Тренерская карьера
| Команда | Турнир и сезон | Регулярный сезон | Регулярный сезон | Регулярный сезон | Регулярный сезон | Регулярный сезон | Регулярный сезон | Регулярный сезон | Регулярный сезон | Плей-офф | Плей-офф | Плей-офф                |
| Команда | Турнир и сезон | И                | В                | ВО/ВБ            | ПО/ПБ            | П                | О                | О%               | Результат        | В        | П        | Результат               |
| ------- | -------------- | ---------------- | ---------------- | ---------------- | ---------------- | ---------------- | ---------------- | ---------------- | ---------------- | -------- | -------- | ----------------------- |
| ЦСКА    | КХЛ 2021/22    | 47               | 18               | 8/3              | 4/1              | 13               | 63               | 44,6 %           | 3-е на Западе    | 16       | 6        | Выиграли Кубок Гагарина |
| ЦСКА    | КХЛ 2022/23    | 68               | 33               | 8/2              | 5/3              | 17               | 94               | 46,0 %           | 2-е на Западе    | 16       | 11       | Выиграли Кубок Гагарина |